# USS Haddo (SS-255)
USS Haddo (SS-255) – amerykański okręt podwodny typu Gato, pierwszego masowo produkowanego podczas II wojny światowej typu amerykańskich okrętów podwodnych. Zaprojektowany w konstrukcji częściowo dwukadłubowej, uzbrojony był w 24 torpedy Mark XIV i Mark 18 wystrzeliwane z sześciu wyrzutni torpedowych na dziobie oraz czterech wyrzutni rufowych. Układ napędowy tych okrętów stanowiły cztery generatory elektryczne napędzane przez silniki Diesla o mocy 5400 shp oraz cztery silniki elektryczne o mocy 2700 shp, napędzające dwa wały napędowe ze śrubami. Maszynownia okrętu podzielona była za pomocą wodoszczelnej grodzi, zaś kadłub został wzmocniony w celu zwiększenia testowej (konstrukcyjnej) głębokości zanurzenia okrętu do 300 stóp (91 metrów) względem przedwojennego standardu wynoszącego 250 stóp.
Podczas II wojny światowej służył na Atlantyku i Pacyfiku. Wykonał 10 patroli wojennych, w czasie których zatopił liczne jednostki japońskie i został odznaczony sześcioma Gwiazdami Bojowymi (Battle star).

## Dowódcy
- komandor porucznik Willis Ashford Lent (od 1 kwietnia 1943 do 23 lipca 1943)[1]
- komandor porucznik John Corbus (od 14 grudnia 1943 do 18 lutego 1944)[1]
- komandor podporucznik Chester William Nimitz, Jr, (od 18 lutego 1944 do 18 października 1944)[1]
- komandor podporucznik Frank Curtis Lynch (od 18 października 1944 do 12 września 1945)[1]